# Souto Soares
Souto Soares är en kommun i Brasilien.   Den ligger i delstaten Bahia, i den östra delen av landet, 800 km nordost om huvudstaden Brasília. Antalet invånare är 15 899.
Omgivningarna runt Souto Soares är huvudsakligen savann. Runt Souto Soares är det mycket glesbefolkat, med 5 invånare per kvadratkilometer.